# ای ایران (فیلم)
ای ایران فیلمی کمدی به کارگردانی و نویسندگی ناصر تقوایی محصول سال ۱۳۶۸ است. بازیگران همچون اکبر عبدی، حمید جبلی، غلامحسین نقشینه، محمد ورشوچی و حسین سرشار در این فیلم ایفای نقش کردند.

## داستان
در بحبوحه انقلاب گروهبان «مکوندی» به ماسول می‌رود و مردم را آزار می‌دهد. او برای آنکه منطقه تحت نفوذش از شهرهای دیگر کم نیاورد حکومت نظامی اعلام می‌کند. کسبه بازار، معلم‌ها و دانش آموزان مدرسه با او مقابله می‌کنند و فرزندش را می‌آزارند. همزمان با فرار شاه از کشور به پاسگاه تحت فرماندهی او، که جشنی به بهانه ارتقای درجه مکوندی در آن برپاست، هجوم می‌برند و بساطش را به هم می‌ریزند.

## حاشیه
اکبر عبدی در مراسم اختتامیه سی امین جشنواره فیلم فجر در سال ۱۳۹۰ ضمن انتقاد از روند برگزاری و داوری جشنواره اظهار کرد بایستی برای بازی در فیلم ای ایران جایزه سیمرغ بلورین دریافت می‌کردم. درحالیکه این فیلم را در بخش مسابقه هم راه ندادند.

## جوایز و افتخارات
- برنده سیمرغ بلورین بهترین پوستر (مرتضی ممیز)